# Kansas City Southern Lines

Mapa de la red de Kansas City Southern.

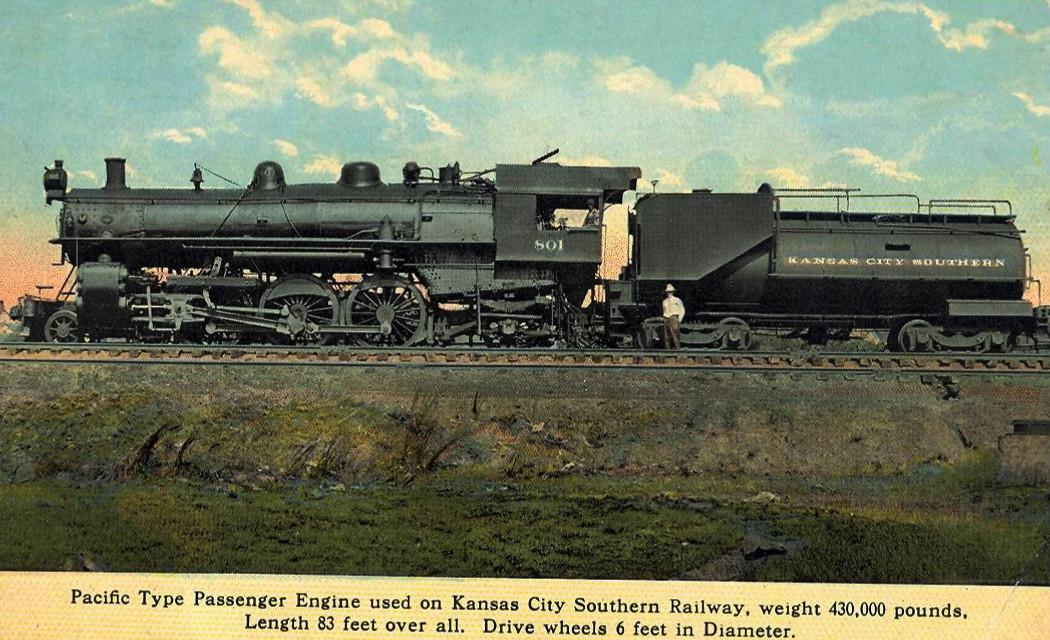
Una locomotora 4-6-2 (notación Whyte) del Kansas City Southern.

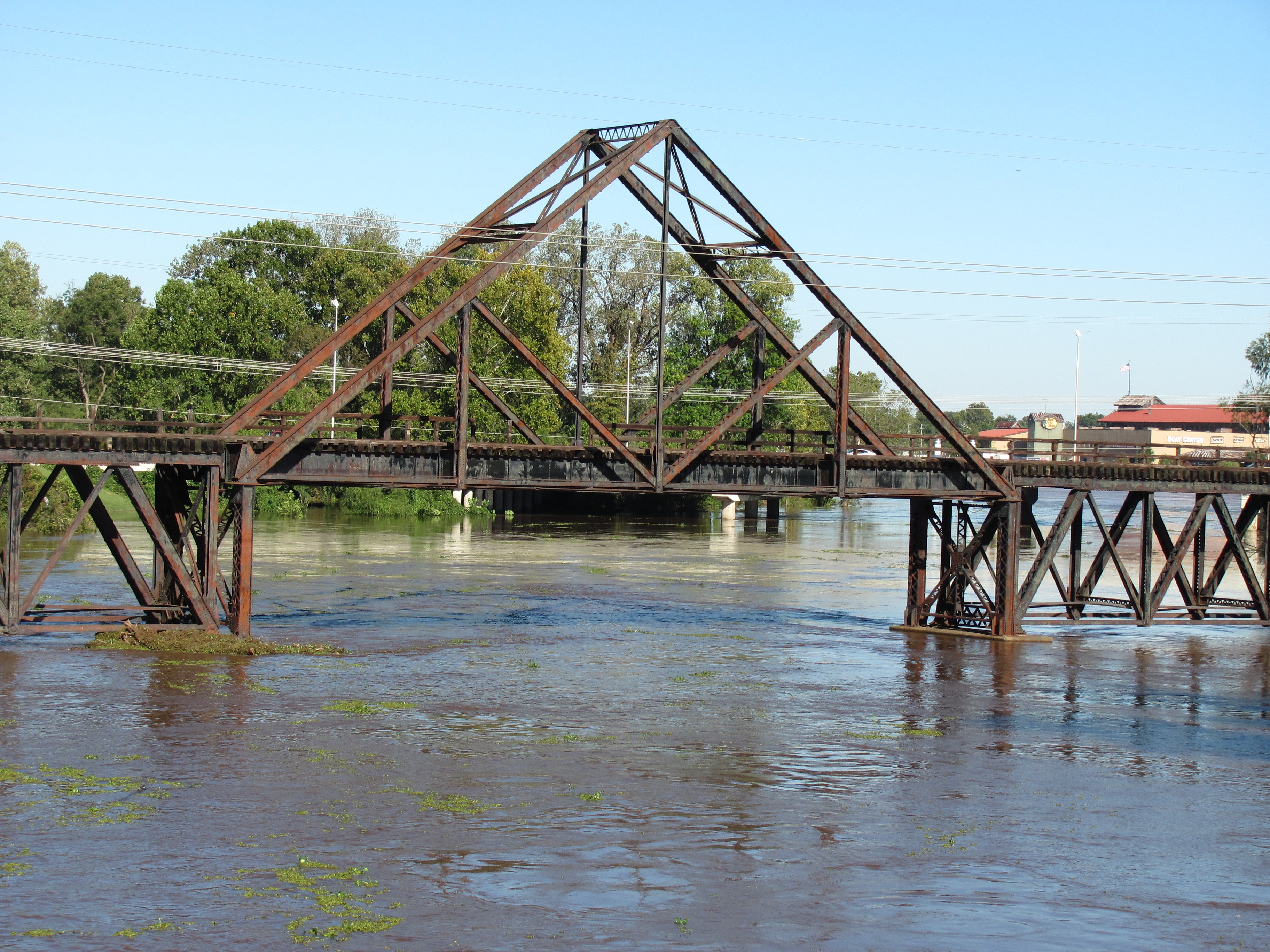
Este puente, desafectado en 2002, fue incorporado al registro de lugares históricos. Se encuentra en la Parroquia de Caddo, en Luisiana.

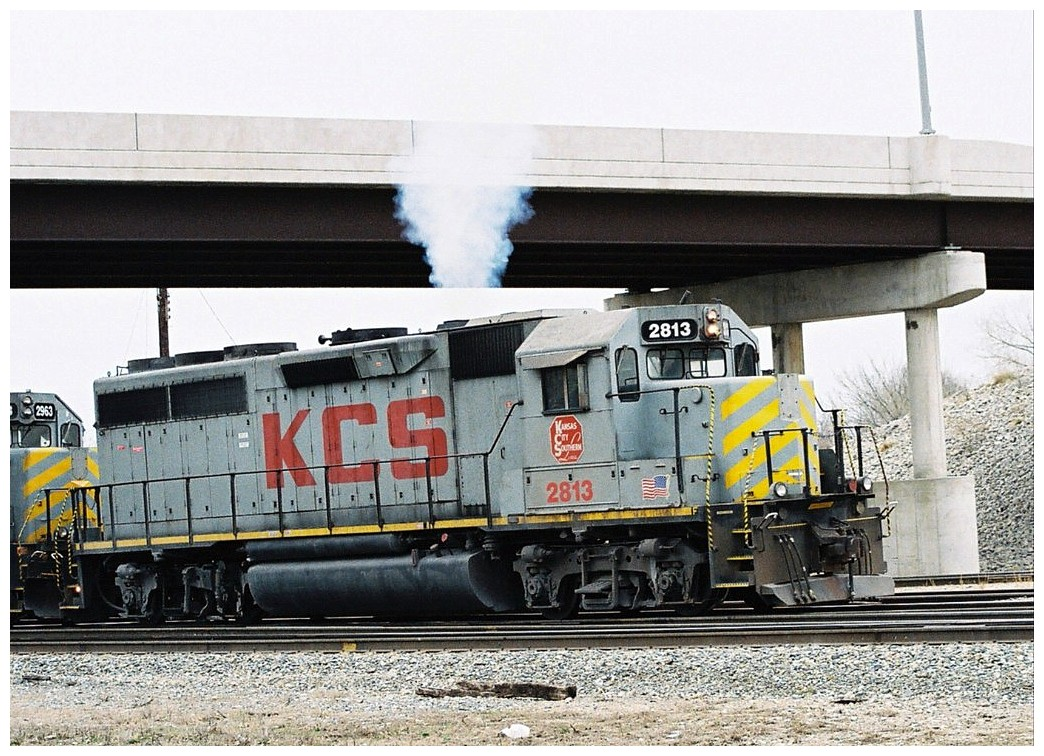
Locomotora EMD GP40-2.

Kansas City Southern Lines ("Ferrocarril de Kansas al Sur") es un ferrocarril estadounidense de clase 1 que opera a lo largo de 5009,6 km (3130 millas) de vías que atraviesan 10 estados.
Su central operativa se encuentra en Kansas City, Misuri, y tiene aproximadamente 430 locomotoras, 15.000 vagones de carga, y 2700 empleados. En 2012, la ganancia bruta alcanzó los USD 2200 millones, en tanto que la ganancia neta fue de USD 337,3 millones.

## Historia
La empresa que hoy en día es conocida como Kansas City Southern (KCS)(NYSE: KSU) fue fundada en 1887 por Arthur E. Stillwell, un empresario con gran visión. Nacido en 1859, Stillwell dejó su hogar en Nueva York y partió a Kansas City, Misuri, donde buscó oportunidades de inversión en seguros y trabajó en una imprenta que imprimía horarios para una empresa ferroviaria.

### Fundación
Durante su estancia en Kansas City, Stillwell desarrolló un interés por los ferrocarriles. Junto con Edward L. Martin, Stillwell construyó el Kansas City Suburban Belt Railway, el cual se incorporó en 1887 y comenzó a operar en 1890, sirviendo al distrito argentino en Kansas City, Kansas; Independence, Misuri; y los distritos comerciales e industriales de la ribera de Kansas City. Mientras que el Belt Railway fue un éxito, Stillwell tenía un sueño mucho más grande.
La visión de Stillwell era proveer una ruta directa, norte-sur, al Golfo de México, enfocándose en trasladar grano, carbón, madera y otros minerales. En ese momento, Stillwell era considerado excéntrico y su sueño poco realista, pues todos los otros ferrocarriles se estaban construyendo en una ruta este-oeste. Sin embargo, Stillwell siguió adelante con su ambicioso proyecto. Sobrepasando varias crisis financieras, el sueño de Stillwell se hizo realidad cuando en 1897 se completó la Kansas City, Pittsburg and Gulf Railroad Company (KCP&G). La KCP&G corría al sur desde Kansas City a través de Shreveport, Luisiana y finalizaba en Port Arthur, Texas, la ciudad en el puerto del Golfo nombrada por Stillwell.

### Expansión
En 1900, KCP&G se convirtió en The Kansas City Southern Railway Company (KCSR). En 1939, KCSR adquirió otro ferrocarril, el Luisiana and Arkansas Railway Company (L&A). Esta nueva adquisición proporcionó una ruta que se extendía desde Dallas, Texas hasta Nueva Orleans, Luisiana. También proporcionó acceso hacia áreas al noroeste de Shreveport, a Minden, Lousiana y Hope, Arkansas. La adquisición del L&A proporcionó un enlace entre Kansas City y Nueva Orleans. De 1940 a 1969, se ofreció el servicio de lujo para pasajeros entre Kansas City y Nueva Orleans a bordo del Southern Belle. El Southern Belle también se utilizó por el expresidente Harry S. Truman y su esposa para hacer el viaje entre Kansas City y Nueva Orleans. De hecho, uno de los carros usado por el presidente Truman fue nombrado Harry S. Truman y a día de hoy permanece estacionado permanentemente detrás de las oficinas generales de KCS en 427 West 12th Street. El tren de negocios, Southern Belle, se utiliza para viajes de clientes, y eventos comunitarios, políticos y caritativos.

### Economía
Para poder llevar a cabo inversiones en varios negocios ajenos al ferroviario, William N. Deramus, III, Presidente de KCSR, estableció en 1962 la Kansas City Southern Industries, Inc., una compañía corporativa diversificada bajo las leyes del Estado de Delaware. Adicionalmente a las acciones ferroviarias, la compañía realizó inversiones en varios negocios ajenos al ferroviario, incluyendo la compañía ahora conocida como DST Systems, Inc. En julio del 2000, los valores de los negocios de servicios financieros ajenos al ferroviario, incluyendo Janus y Berger Funds, respectivamente, los cuales la compañía había desarrollado por casi 30 años, fueron distribuidos a los accionistas. El resto de la compañía había esencialmente regresado a sus raíces ferroviarias. En mayo de 2002, los accionistas aprobaron un cambio de nombre a la compañía de KCSI a Kansas City Southern, reflejando así el nuevo enfoque en transporte ferroviario.

### Años 90
Los sistemas de KCSR y L&A permanecieron generalmente igual hasta mediados de los '90. El 1 de enero de 1994, KCS tomó control de la MidSouth Rail Corporation, la cual extendía el territorio de servicio de KCSR a Meridian, Misisipi; Counce, Tennessee, y Tuscaloosa y Birmingham, Alabama. La adquisición también proporcionó los derechos ferroviarios en Gulfport, Misisipi, y le permitió a la compañía intercambiar con Northfolk Southern y CSX. Hoy en día, la línea que va de Dallas, Texas a Meridian se promociona como la Meridian Speedway y es considerada la principal vía férrea entre el sureste y el suroeste de Estados Unidos.
Durante la mitad de los '90, estaban ocurriendo algunas grandes fusiones dentro de la industria ferroviaria. Dos de las fusiones, Burlington Northern-Santa Fe, y Union Pacific-Southern Pacific, crearon dos Clase I mega ferrocarriles en el oeste. Las dos rodeaban a la mucho más pequeña KCSR y amenazaban la viabilidad financiera de la compañía. Durante este tiempo, Michael R. Haverty se unió a KCSR como su Presidente y jefe ejecutivo. Obteniendo el apoyo de la Junta Directiva, Haverty anunció que KCS estaba determinada a permanecer independiente y que, a través de una combinación de adquisiciones, asociaciones, e inversiones estratégicas, crecería su franquicia ferroviaria norte-sur hasta México.
Resultó ser que, el componente central del plan global para hacer crecer el ferrocarril, era la renovación de la visión del siglo XIX de Stillwell para expandirse hacia México. El Tratado de Libre Comercio de América del Norte (TLCAN) se formó en 1994, lo cual cambiaría significativamente los patrones de envío norteamericanos.

### México
Para poder expandirse hacia México, en 1995 KCS llegó a un acuerdo con el Grupo TMM, S.A. de C.V., una compañía de transporte marítimo y logística con base en México, con el propósito de buscar la concesión de una línea férrea mexicana que iba a privatizarse pronto. Al mismo tiempo, KCS compró el 49 por ciento de los valores e intereses de MexRail, Inc., compañía dueña de todos los valores de la Texas Mexican Railway Company (Tex Mex). Tex Mex operaba entre Laredo y Corpus Christi, Texas, proveyendo una conexión entre Estados Unidos y México vía el Puente Internacional de Laredo. Esta era la conexión que KCS necesitaba para expandirse. En ese tiempo, la inversión fue considerada por algunos observadores como cuestionable, porque Tex Mex no conectaba con KCSR. La situación fue remediada en 1996 cuando el Surface Transportation Board, como parte de su revisión de la propuesta fusión de UP-SP, proveyó los derechos de vías férreas de Tex Mex para conectar con KCSR en Beaumont, Texas.
Con la conexión México-E.U.A. en su lugar, la atención se dirigió directamente a la concesión ferroviaria mexicana. Después de realizar un extenso análisis de mercado, a finales de 1996, KCS y el Grupo TMM sometieron a consideración su oferta por la concesión de la línea Ferrocarril del Noreste, la principal vía férrea de México. Poco tiempo después, los socios fueron notificados que habían ganado la concesión. En junio de 1997, Transportación Ferroviaria Mexicana, S.A. de C.V. (TFM) comenzó su operación comercial.
Mientras TFM logró éxito en poco tiempo, para que la vía férrea EE. UU.-México adquiriera su valor completo, tenía que funcionar como una sola entidad bajo un mismo control. Con ese fin en mente, las negociaciones comenzaron entre KCS y Grupo TMM para avanzar hacia una sola propiedad. Después de años de intensas negociaciones, las dos partes acordaron a finales del 2004 que KCS adquiriría las acciones que el Grupo TMM tenía en TFM para convertirse en el dueño mayoritario. En 2005, KCS adquirió por completo la posesión de Mexrail, Inc. y las acciones del Grupo TMM en TFM. En un acuerdo con el Gobierno mexicano más tarde en el 2005, KCS adquirió el 20 por ciento de las acciones restantes de TFM y ésta se convirtió en una subsidiaria completamente propiedad de KCS. En diciembre de ese año, TFM oficialmente cambió su nombre a Kansas City Southern de México (KCSM).
Mientras que se llevaba a cabo la expansión hacia México, KCS también buscó otras inversiones ferroviarias. En 1996, KCS adquirió la Gateway, Western Railway Company (GWWR), la cual operaba entre Kansas City y East St. Louis, Illinois, y la fusión total se llevó a cabo en el 2001.

### Panamá Canal Railway
En 1998, KCS también invirtió en la Panamá Canal Railway Company, en la cual ahora tiene el 50 por ciento de las acciones. La línea ferroviaria de 47,6 millas, originalmente construida en 1855 y la primera transcontinental en el mundo, se restituyó por completo en el 2002 y el día de hoy ofrece transporte para carga y pasajeros a lo largo del istmo desde la Ciudad de Panamá hasta Colón, Panamá.